# Iniciativa Trojmoří
Iniciativa Trojmoří (anglicky Three Seas Initiative, někdy zkratka 3SI, či TSI) je neformální organizace dvanácti zemí střední a východní Evropy. Jejím cílem je spolupráce zemí v různých oblastech a propojení regionu v severo-jižním směru.

## Popis
Trojmoří tvoří 12 členských států ležících mezi Baltským, Jaderským a Černým mořem: Česko, Slovensko, Polsko, Maďarsko, Rakousko, Slovinsko, Chorvatsko, Litva, Lotyšsko, Estonsko, Bulharsko a Rumunsko. Všechny kromě Rakouska jsou postkomunistické země. V zemích Trojmoří žije 112 milionů obyvatel a zabírají plochu 1 218 975 km². Celkové HDP členů bylo dle Světové banky v roce 2019 2,73 bil. USD.

## Historie
Iniciativa navazuje na meziválečné polské plány tzv. Mezimoří. Jeho moderní verze byla založena v roce 2015 polským prezidentem Andrzejem Dudou a chorvatskou prezidentkou Kolindou Grabarovou-Kitarovićovou. První summit iniciativy se konal v Dubrovníku v srpnu 2016. Byla zde přijata deklarace o spolupráci v ekonomických záležitostech, zejména na poli energetické, dopravní a komunikační infrastruktury. Mezi hosty byli zástupce Číny Liou Chaj-sing, který hovořil o zapojení iniciativy do Nové hedvábné stezky a zástupce USA James L. Jones, který zdůraznil roli iniciativy v rozvoji Evropy a bezpečnosti.
Druhého summitu ve Varšavě v červenci 2017 se zúčastnil jako host americký prezident Donald Trump. Účastníci se shodli na vytvoření Podnikatelského fóra Trojmoří.
Třetí summit se konal v září 2018 v Bukurešti. Účastníci schválili seznam prioritních propojovacích projektů ve třech klíčových oblastech – doprava, energetika a digitální technologie. Summitu se zúčastnili jako hosté předseda evropské komise Jean-Claude Juncker, německý ministr zahraničí Heiko Maas a americký ministr energetiky Rick Perry.
Poprvé bylo uspořádáno podnikatelské fórum, na kterém byla vytvořena síť obchodních komor a podepsán dopis podporující záměr vytvoření investičního fondu Trojmoří. Českou republiku reprezentoval, stejně jako minulý summit, předseda sněmovny, který zde zastupoval prezidenta republiky.
Na čtvrtém summitu ve Slovinsku byl vytvořen Investiční fond Trojmoří a postupně se do něj zapojila většina zemí (všechny kromě Česka, Slovenska a Rakouska).
V únoru 2020 americký ministr zahraničí Mike Pompeo oznámil, že USA poskytnou investičnímu fondu Trojmoří miliardu dolarů.
Summitu 2021 v Bulharské Sofii se zúčastnil vicepremiér Karel Havlíček, hospodářská komora vypravila delegaci na podnikatelské fórum. Havlíček na summitu deklaroval, že Česká republika je připravena vstoupit do Investičního fondu Trojmoří a financovat z něj výstavbu důležité infrasktruktury.
Následná vláda Petra Fialy s účastí v iniciativě v roce 2022 skoro nepokročila, došlo jen k převedení zodpovědnosti za Trojmoří z Ministerstva dopravy na Ministerstvo zahraničních věcí. Důvodem zdrženlivosti vlády byl zřejmě prioritní megalomanský projekt kanálu Dunaj–Odra–Labe, který prosazoval v Trojmoří prezident Zeman. Po zvolení nového prezidenta Petra Pavla v roce 2023 stáhla vláda ze seznamu právě tento kontroverzní projekt. Ministerstvo zahraničních věcí navrhlo vládě zařazení dvou jiných projektů mezi české priority. Tím by mohly být plynovod STORK II do Polska a vysokorychlostní trať Brno - Ostrava směřující do Polska a Pobaltí. Vzhledem k vysoké inflaci a rozpočtovému schodku v ČR ministerstvo nenavrhuje vstoupení do Investičního fondu, které by vyžadovalo vklad minimálně 20 milionů eur.

### Summity
|     | Datum               | Místo                 | Hostitel                       | Český zástupce           | Poznámky                                                                       |
| --- | ------------------- | --------------------- | ------------------------------ | ------------------------ | ------------------------------------------------------------------------------ |
| 1.  | 25.–26. srpna 2016  | Dubrovník, Chorvatsko | Kolinda Grabarová Kitarovičová | Václav Kolaja            |                                                                                |
| 2.  | 6.–7. července 2017 | Varšava, Polsko       | Andrzej Duda                   | Jan Hamáček              | Summitu se zúčastnil americký prezident Donald Trump                           |
| 3.  | 17.–18. září 2018   | Bukurešť, Rumunsko    | Klaus Iohannis                 | Radek Vondráček          | Založení Fondu trojmoří                                                        |
| 4.  | 4.–5. června 2019   | Lublaň, Slovinsko     | Borut Pahor                    | Miloš Zeman              |                                                                                |
| 5.  | 19. října 2020      | Tallinn, Estonsko     | Kersti Kaljulaidová            | Miloš Zeman              | Virtuální summit                                                               |
| 6.  | 8.–9. července 2021 | Sofie, Bulharsko      | Rumen Radev                    | Karel Havlíček           |                                                                                |
| 7.  | 20.–21. června 2022 | Riga, Lotyšsko        | Egils Levits                   | Miloš Vystrčil           |                                                                                |
| 8.  | 6.–7. září 2023     | Bukurešť, Rumunsko    | Klaus Werner Iohannis          | Markéta Pekarová Adamová | Novým členem se stalo Řecko, Moldavsko a Ukrajina se staly přidruženými zeměmi |
| 9.  | 11. dubna 2024      | Vilnius, Litva        | Gitanas Nausėda                | Petr Pavel               | Jako přidružený člen se summitu zúčastnila Ukrajina                            |
| 10. | 28.–29. května 2025 | Varšava, Polsko       | Andrzej Duda                   | Petr Pavel               |                                                                                |

## Projekty
Iniciativa je spojena s dvěma hlavními infrastrukturními projekty v regionu:
- Severo-jižní dálnice Via Carpathia vedoucí z města Klaipėda v Litvě do Soluně v Řecku.
- Infrastruktura pro zkapalněný zemní plyn (LNG) – plynovody propojující terminály v Polsku a Chorvatsku.

Dalšími projekty jsou např. Baltsko-jaderský koridor, silnice Via Baltica, železniční trať Rail Baltica a Jantarový železniční nákladní koridor. Dalším projektem je také projekt výstavby železnice Rail-2-Sea, jehož cílem je propojit polský přístav Gdaňsk u Baltského moře s černomořským přístavem Constanța v Rumunsku přes 3 663 kilometrů (2 276 mil) dlouhou železniční tratí.